# Khatri Addouh
Khatri Addouh conosciuto anche come Khatri Eddouh o Jatri Adduh (in arabo خطري أدوه‎?; 1956) è un politico sahrawi.
Presidente dell'assemblea saharawi (Consiglio Nazionale Saharawi) e capo della delegazione saharawi negoziante con Marocco. Nel giugno di 2016, dopo la morte di Mohamed Abdelaziz, ha assunto ad interim la Presidenza della Repubblica Democratica Araba dei Sahrawi e la Segretaria Generale del Fronte Polisario.

## Carriera politica
Nel luglio di 2010 è stato scelto presidente del Consiglio Nazionale Saharawi, sostituendo a Mahfoudh Ali Beiba.
È anche membro della Segretaria Nazionale del Fronte Polisario e capo della delegazione saharawi negoziante con il Marocco.
Nel 2011 ha annunciato la detenzione di varie persone in relazione al sequestro di due cooperantes spagnoli e di un italiano negli accampamenti di rifugiati di Tindouf.
Il 31 di maggio di 2016, dopo la morte del presidente saharawi e Segretario Generale di Fronte Polisario, Mohamed Abdelaziz ha assunto ad interim la presidenza, fino alla nomina di Brahim Gali, avvenuta il 9 luglio di 2016.